# Repleana, Vidin
Repleana (în bulgară Репляна) este un sat în comuna Ciuprene, regiunea Vidin,  Bulgaria. 

## Demografie
Componența etnică a satului Repleana
     Bulgari (6,36%)
     Nicio identificare (93,63%)
     Altele (0%)
La recensământul din 2011, populația satului Repleana era de 157 locuitori. Nu există o etnie majoritară, locuitorii fiind  și bulgari (6,36%). Pentru 93,63% din locuitori nu este cunoscută apartenența etnică.